# José Luis Rodríguez Vélez
José Luis Rodríguez Vélez (* 12. März 1915 in Santiago de Veraguas; † 21. Dezember 1984 in Panama-Stadt) war ein panamaischer Komponist, Orchester- und Chorleiter, Saxophonist, Klarinettist und Gitarrist. Er komponierte Cumbia, Boleros, Pasillos, Walzer, Tänze und Märsche. Er war Musiklehrer an der Escuela Normal de Santiago, dem Instituto Justo Arosemena und dem Instituto Urracá. Er organisierte Musikfestivals und Musikwettbewerbe. Als Berufsmusiker gründete und leitete er das Orquesta El Patio sowie Chöre, Orchester und Musikgruppen in der Region Panamá.
Für ein der Bildung gewidmetes Leben verlieh ihm die panamaische Regierung 1975 den Orden Manuel José Hurtado, die wichtigste Auszeichnung für Erzieher und Bildungseinrichtungen in der Republik Panama.